# Parischskaja-Kommuna-Gletscher
Der Parischskaja-Kommuna-Gletscher (russisch Ледник Парижская коммуна Lednik Parischskaja kommuna) ist ein 13 km langer Gletscher im ostantarktischen Königin-Maud-Land. In den Petermannketten des Wohlthatmassivs fließt er in nordwestlicher Richtung zwischen dem Zwieselberg und dem Gråkammen.
Entdeckt und anhand von Luftaufnahmen erstmals kartiert wurde der Gletscher bei der Deutschen Antarktischen Expedition 1938/39 unter der Leitung des Polarforschers Alfred Ritscher. Eine weitere Kartierung erfolgte anhand von Luftaufnahmen und Vermessungsdaten der Dritten Norwegischen Antarktisexpedition (1956–1960). Dies wiederholten Teilnehmer der von 1960 bis 1961 dauernden sowjetischen Antarktisexpedition und benannten den Gletscher nach der Pariser Kommune.